# Petter Renäng
Petter Renäng (Arvika, 26 juli 1981) is een voormalig Zweeds wielrenner. 
In 1999 won Renäng de belangrijke juniorenwedstrijd Trofeo Karlsberg in het Saarland; dit leverde hem een contract op bij het Crescent-team. In 2004 werd hij Zweeds kampioen op de weg. In 2006 reed hij voor de Belgisch-Zweedse ProTour-ploeg Unibet.com. Petters broer Viktor Renäng was eveneens wielrenner.

## Belangrijkste overwinningen
1999
- Trofeo Karlsberg

2001
- 2e etappe Ronde van Toscane

2004
- Zweeds kampioenschap wegwedstrijd

## Tourdeelnames
- geen

Boucher · Bouquet · Bruylandts · Castresana · Coenen · Cooke · Domínguez · Gabriel · García Quesada · Gardeyn · Hunt · Ljungblad · Omloop · Pasamontes · Pronk · Renäng · Serpellini · ten Dam · Thijs · Traksel · Van de Wouwer · Vandenbroucke · Wilson · Zanotti · Bak (stagiair) · Jacobs (stagiair) · Vandenbergh (stagiair)